# Bąków (Brandwica)
Bąków – przysiółek  wsi Brandwica w Polsce położony w województwie podkarpackim, w powiecie stalowowolskim, w gminie Pysznica.
Administracyjnie Bąków jest odrębnym sołectwem w gminie Pysznica.
W latach 1975–1998 przysiółek administracyjnie należał do województwa tarnobrzeskiego.